# Lasowiec
Lasowiec [pronunciación en polaco: /laˈsɔvjɛt͡s/] (en alemán: Sternwalde) es un asentamiento ubicado en el distrito administrativo de Gmina Mrągowo, dentro del Condado de Mrągowo, Voivodato de Varmia y Masuria, en Polonia del norte. Se encuentra aproximadamente a 3 kilómetros al noroeste de Mrągowo y a 52 kilómetros al este de la capital regional Olsztyn.
Antes de 1945, el área fue parte de Alemania (Prusia Oriental).